# 菜乃花
菜乃花（なのか、1989年〈平成元年〉7月7日 - ）は、日本のタレント、モデル、元グラビアアイドル。広島県福山市出身。本名は非公表。現在、フリーランスとして活動している。福山アンバサダー。過去、フィットに所属、株式会社ricela（リセラ）と業務提携していた。

## 来歴
芸名の由来は七夕にあたる誕生日、7月7日の「なのか」から。
デビューのきっかけは、菜乃花の知り合いの中にモデル事務所でマネージャーしている女性からグラビア系の事務所を紹介され「スタイルがいいから、グラビアやらない?」と誘われたことだった。
2011年、集英社主催のオーディション「グラビアJAPAN2011」にてベスト14に残り、同年9月11日発表の「週刊プレイボーイ」（39号、集英社）に水着姿が掲載された。
2012年3月18日発表の「週刊プレイボーイ」（14号、集英社）で初の撮り下ろしグラビアが掲載。同年3月には「ザクリッチ」（ロッテ）のCMに出演。
2013年3月、ガールズユニット「FaDeLess」に参加する。
2014年5月、公式ブログ「NATURAL」開設。9月、4thDVD「菜乃花 恋、菜乃花。」がオリコン・アイドルイメージDVD週間ランキングで1位を獲得。
乙女学院の2015年度のメンバーで、学生番号1503だった。
2015年、日テレジェニック2015に選ばれる。
2019年12月20日発売のDVD「Last Message」をもって、イメージDVDを卒業したが、グラビア活動は継続する。
2020年3月31日、フィットを退社。以降はフリーランスとして活動する。
2020年5月3日、ポッドキャストラジオ局「ラジオクロニクル」にて、6月より新番組が始まる事が発表された。
2024年6月21日、自身のX（旧Twitter）にて、同年8月26日にラスト写真集が発売されることを報告。また、同6月21日発売の写真週刊誌「FRIDAY」（2024年7月5日・12日合併号、講談社）にて、ラスト写真集から先行カットが公開された。
2024年12月31日、自身のSNSを更新し、結婚と第一子出産を発表した。

## 人物
- キャッチコピーは、「フリースタイルグラドル」[24]。
- 広島東洋カープファン（カープ女子）である[4][9][10]。
- 3姉妹の次女[25]。
- 広島でやり残したことはないと思い、上京した。上京後は下北沢のカフェなどで働いていた。
- 好きな食べ物はじゃがいも、アイスクリーム。
- 嫌いな食べ物は固形のチーズ。
- 飲み会で口説かれるのが嫌い。
- 好きなアニメは『ワンピース』『黒執事』
- チャームポイントは睫毛。
- 吉木りさを目標としていた。
- 新世紀エヴァンゲリオンの登場人物「碇シンジ」の物まねを練習していた。
- 基本的な性格はB型特有の性格らしい。
- 2018年から妹と同居している。その妹はブログに登場することもある[26]。
- 趣味はゲーム、スポーツ観戦[27]。

## 作品

### DVD
※太字タイトルはBD版同時発売
- もぎたてナノカ（2011年12月15日、ラインコミュニケーションズ）
- セカンドラブ（2012年3月23日、イーネット・フロンティア）
- なのかっぷる（2013年2月27日、学研パブリッシング）
- 恋、菜乃花。（2014年8月29日、エスデジタル）
- ふわふわキッス（2014年12月18日、ギルド）
- ふわふわキッス2（2015年4月23日、ギルド）
- ナナナナなのか（2015年8月25日、エアーコントロール）
- 彼女がグラドル（2015年11月25日、ワニブックス）
- 自主トレ……なのか!?（2016年3月25日、ワニブックス）
- 君と一緒に（2016年6月20日、ラインコミュニケーションズ）
- 愛、菜乃花。（2016年12月23日、エスデジタル）
- なの想い（2017年8月23日、イーネット・フロンティア）
- Trust（2017年12月22日、スパイスビジュアル）
- 君のとなりで（2018年9月20日、ラインコミュニケーションズ）
- 七色なのか!?（2019年1月24日、イーネット・フロンティア）
- Last Message（2019年12月20日、ラインコミュニケーションズ）

### 写真集
- nanoka（2015年12月12日、ワニブックス、撮影：西田幸樹）ISBN 978-4847048005 [28]
- マジなの（AKITA DXシリーズ）（2017年4月20日、秋田書店、撮影：上野勇、編集：ヤングチャンピオン特別編集）ISBN 978-4253110839
- 原寸大おっぱい図鑑（2017年8月2日、一迅社、撮影：須崎祐次）ISBN 978-4758015677 [29] - Iカップ代表、表紙：菜乃花のおっぱい[30]。
- ICHIZU(AKITA DXシリーズ)（2018年4月27日、秋田書店、撮影：上野勇、編集：ヤングチャンピオン特別編集）ISBN 978-4253110860
- wrap the BOOBs 2 着衣巨乳写真集（2018年5月2日、一迅社、撮影：須崎祐次）ISBN 978-4758015981 - モデル参加[31]
- Chantilly（シャンティー）（2020年、マレットガール、撮影：笠井爾示）※200部限定オークション販売[32][33]
- 青春のえちえち写真集（2021年6月30日、撮影：門嶋淳矢、玄光社）ISBN 978-4768315026　※参加モデル：星名美津紀、菜乃花、ゴロン族美月、月城せいにゃん、MANA
- しずく（2024年8月28日、講談社、撮影：笠井爾示）ISBN 978-4065369999

### トレーディングカード
- 菜乃花 ファースト・トレーディングカード（2018年6月16日、ヒッツ）
- 菜乃花 2 トレーディングカード（2019年4月6日、ヒッツ）[34]
- 菜乃花 Vol.3 トレーディングカード（2020年3月14日、ヒッツ）[35]
- 菜乃花 Vol.4 トレーディングカード（2021年5月1日、ヒッツ）[36][37]
- 菜乃花 Vol.5 トレーディングカード（2022年6月18日、ヒッツ）[38]
- 菜乃花 Vol.6 トレーディングカード（2023年8月19日、ヒッツ）[39]

### フィギュア
- 菜乃花 3Dフィギュア（15 cm） 2018年7月6日 ファンクラブ会員・限定
- 菜乃花 3Dフィギュア（20 cm） 2018年7月6日 ファンクラブ会員・限定

### 配信シングル
- TANABATA（2022年7月30日、作詞・作曲：RAM RIDER）
- SAUNA（2023年3月7日、作詞・作曲：RAM RIDER）[40]

## 出演

### テレビ番組
- ツボ娘（2011年12月7日、TBS）
- 女神降臨（2012年5月、MONDO TV）
- ピグ☆1（2012年7月、Pigoo）
- アグレッシブですけど、何か?（2012年6月20日・27日、ローカルMCコンパ、広島ホームテレビ）
- ものパチJPN!!（テレビ神奈川）
- プレミアムグラビア（Pigoo）
- プールdeブログ（2014年4月28日・5月8日、テレビ朝日）
- キリウリ$アイドル（2014年6月18日、MXテレビ）
- 鎧美女（フジテレビONE)
- カンムリ 絶景温泉一人占めの旅（2016年、RCCテレビ）
- テレビ派×進め!スポーツ元気丸 presents リーグ制覇へ!カープ黄金時代がやって来たSP（2017年9月3日、広島テレビ）
- カープ道（2017年8月30日・9月6日、広島ホームテレビ）- 生徒
- 2018 新春恒例!カープ選手会ゴルフ（2018年1月2日、広島テレビ）
- 野性の爆走王国（BSスカパー）
- TSURI na KIBUN #2 ISAKI na KIBUN（2020年6月18日、釣りビジョン）

### テレビドラマ
- 撮らないで下さい!!グラビアアイドル裏物語（2012年1月 - 4月、テレビ東京） - ナノカ(22) 役
- 果てしなき探偵（2017年5月5日（前編）・5月12日（後編）、広島ホームテレビ）
- 警視庁・捜査一課長 season3 第4話（2018年5月3日、テレビ朝日） - 諸見枝代 役
- 癒されたい男　第10話（2019年6月12日、テレビ東京） - 平和マモ子 役
- サウナぼっち。 私とサウナと熱波師と（2022年9月 - 、RCCテレビ）

### ラジオ番組
- オレたちゴチャ・まぜっ!〜集まれヤンヤン〜（2016年4月16日 - 2017年4月8日、MBSラジオ） - ヤンヤンガールズ8期生
- ハマビジ!（2020年5月20日 - 、ラジオ日本）
- なのか先生の保健室♡（2020年6月14日 - 2022年9月25日、ポッドキャストラジオ局【ラジオクロニクル～らじくろ～】）

### CM
- ロッテ ザクリッチ（2012年）
- JINRO TRY!マッコリシリーズ TVCM「杏マッコリ」編（2013年4月6日 - ）
- 株式会社ポケラボ ソーシャルゲーム「運命のクランバトル」 TVCM「出番」篇（2013年5月1日 - ）

### WEB
- 菜乃花勝負「菜乃花勝負」（2014年4月 - 2017年3月）
- グラドルデリバリー箱（2016年配信開始、 360Channel）[41]
- ボブ・サップ緊急来日!第1回Abema杯5種競技HAOOO5!（2017年10月14日、22日、AbemaTV）[42]
- チャンスの時間（2018年8月28日、AbemaTV）[43]
- スピードワゴンの月曜The NIGHT（2021年3月23日、ABEMA）[44]
- 銭湯とサウナとわたし〜ととのわなくていい〜（2021年6月30日 - 、YouTube） - MC

### 映画
- TSUGARU///DOGU（千村利光監督、2016年10月15日 - ） - 謎の女 役[12]
- 野獣（クーガ）の城 〜女子刑務所〜（2017年3月26日公開、監督:奥渉）[45] - 林奈々美 役

### オリジナルビデオ
- むこうぶち13 高レート裏麻雀列伝 壺（2017年1月6日、監督:片岡修二） - 雀荘「東空紅」店員 役
- むこうぶち14 高レート裏麻雀列伝 相方（2017年5月5日、監督:片岡修二）
- 野獣（クーガ）の城 〜女子刑務所〜（2017年4月7日、監督:奥渉） - 林奈々美 役
- 野獣（クーガ）の城2 〜女子刑務所〜（2017年5月5日、監督:奥渉） - 林奈々美 役

### その他
- 川口オートレースイメージガール（2016年4月 - 2020年3月）[46][47][48]
- 週末のハーレム（2018年3月17日、集英社） - 川崎あや、倉持由香、長澤茉里奈、青山ひかる、RaMuとの合同撮影会[49]。

### 舞台
- 舞台「熱いぞ!猫ヶ谷!!」（2016年3月16日 - 20日、会場：品川プリンスホテル クラブeX） - 田島先生 役
- 舞台 「恋とか愛とか（仮）3」 広島公演（2019年2月8日 - 11日、会場：広島YMCA国際文化ホール）[50]

### ミュージックビデオ
- Awesome City Club「最後の口づけの続きの口づけを」（2020年7月7日）[51][52]